# Великий артезіанський басейн

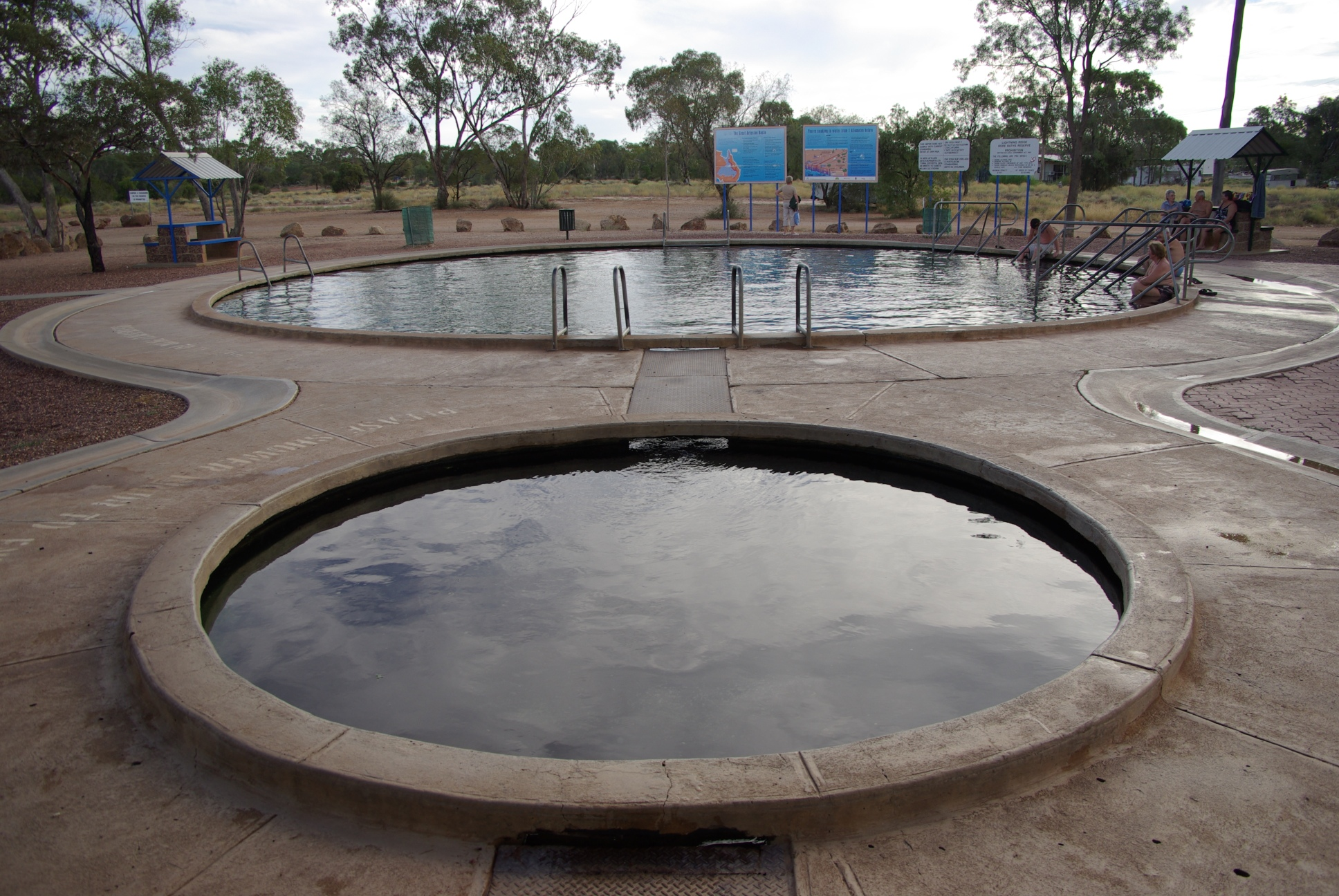
Lightning Ridge bathing thermes supplied by artesian bore water

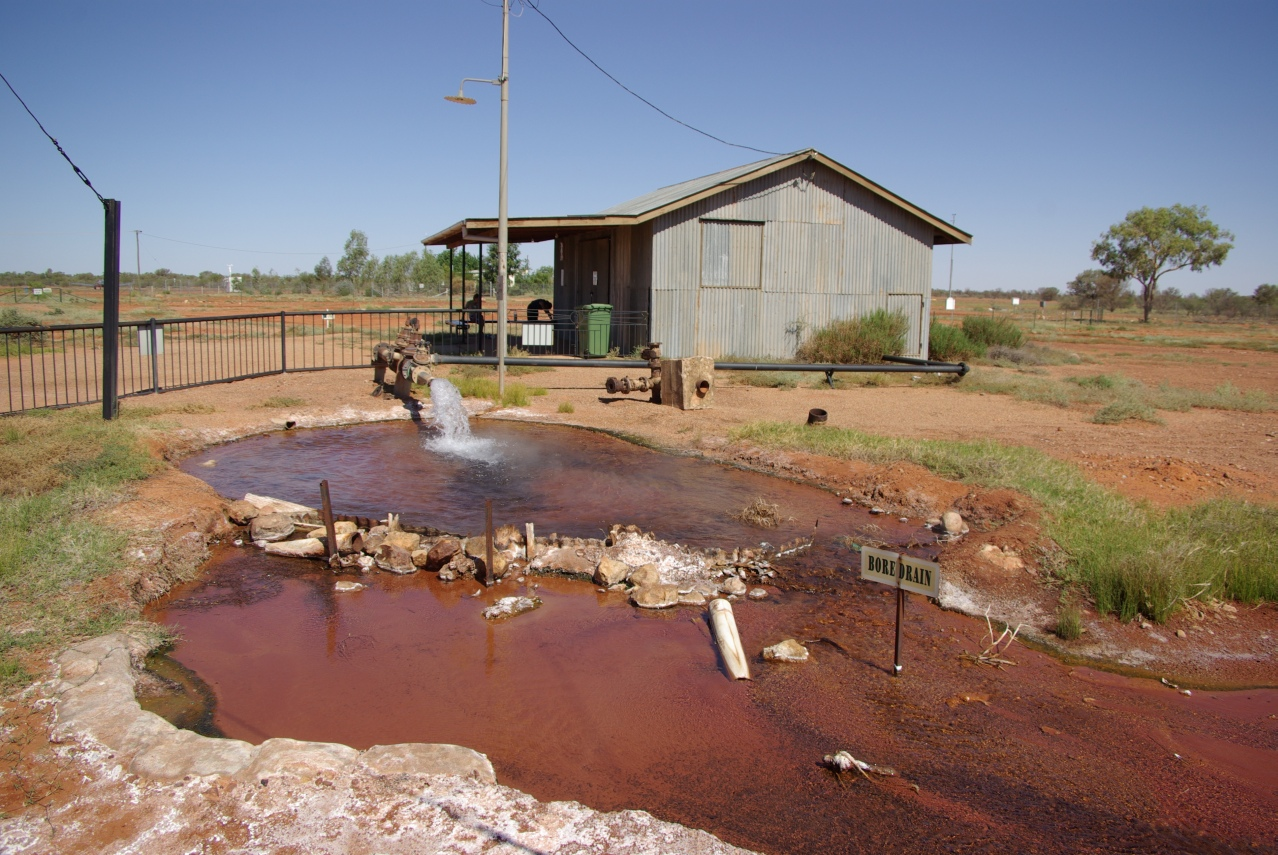
Hot water bore hole into the Great Artesian Basin in Thargomindah

Великий артезіанський басейн, також Великий австралійський басейн — розташований в Австралії, у штаті Квінсленд, Новий Південний Уельс, Південна Австралія і Північна Територія. Розвідка басейну ведеться з 1880 року.

## Характеристика
Площа близько 1,7 млн км². Приурочений до великої синеклізи в області сполучення Східноавстралійської платформи і Східноавстралійського складчастого поясу. Зі сходу басейн обмежується Великим Вододільним хребтом, з півдня — хребтами Грей, Бар'єрний та Фліндерс, із заходу — хребтами Стьюарт, Масгрейв, Макдоннелл, на півночі басейн простягається до затоки Карпентарія. Припідняті зони зануреного палеозойського фундаменту утворюють внутрішні границі басейнів другого порядку: Карпентарія, Ероманга, Сурат та ін. Основні водоносні горизонти приурочені до верхньо- і нижньоюрських пісковиків потужністю 100—250 м, глибина залягання 400—1200 м у центрі басейну.
Дебіти свердловин від декількох до 25-40 л/с, самовилив до 60 л/с, коефіцієнт водопроникності у середньому 220—300 м²/добу. Напірні води в основному прісні (у деяких районах Південної Австралії й Північної територій їх мінералізація становить до 3—6 г/л), за складом — НСО3- -Na+, НСО3- -Cl-- Na+. Область живлення басейну — західні схили Великого Вододільного хребта, де за рахунок інфільтрації атмосферних опадів і поверхневих вод формується потік підземних вод. Потенційні експлуатаційні ресурси підземних вод басейну з мінералізацією до 3 г/л становлять 1772·106 м³ на рік (у тому числі прісних 872·106 м³ на рік).

## Технологія розробки
На території басейну пробурено близько 23 тисяч свердловин, з яких самовиливаються 2900. Вода використовується для господарчих цілей, пиття, поливу. Сумарний водовідбір в останні десятиліття XX століття становив близько 530·106 м³ при розрахунковій величині природного живлення 410·106 м³ на рік.